# Jim Allister
James Hugh Allister (Crossgar, 1953. április 2. –) északír unionista politikus és ügyvéd. 2007-ben megalapította a Tradicionális Unionista Hangot, mely fennállásának kezdete óta a vezetője.  2011 óta a Stormont tagja.
Korábban a Demokratikus Unionista Párt (DUP) tagjaként, a 2004-es Európa parlamenti választást követően Európa parlamenti képviselő lett.

## Fordítás
Ez a szócikk részben vagy egészben  a   Jim Allister című angol Wikipédia-szócikk ezen változatának fordításán alapul.  Az eredeti cikk szerkesztőit annak laptörténete sorolja fel. Ez a jelzés csupán a megfogalmazás eredetét és a szerzői jogokat jelzi, nem szolgál a cikkben szereplő információk forrásmegjelöléseként.